# Eurico Dias Nogueira
Eurico Dias Nogueira GCIH (Dornelas do Zêzere, Pampilhosa da Serra, 6 de março de 1923 – Braga, 19 de maio de 2014) foi um bispo católico português. Foi arcebispo de Braga de 5 de novembro de 1977 até 18 de julho de 1999.

## Biografia
Nasceu em Dornelas do Zêzere em 1923, filho de um professor primário e de uma irmã do pároco local. Dom Eurico foi ordenado sacerdote em 22 de dezembro de 1945, em Coimbra.
Frequentou a Universidade Gregoriana de 1945 a 1948, licenciando-se em Direito Canónico. De 1950 a 1956 frequentou a Faculdade de Direito da Universidade de Coimbra, licenciando-se em Direito. Também em Coimbra concluiu o curso de Ciências Político-Económicas.
Participou na terceira sessão do Concílio Vaticano II (entre setembro e novembro de 1964) já enquanto responsável pela diocese moçambicana de Vila Cabral (nomeação a 10 de julho desse ano) .
A ordenação episcopal realizou-se na Sé Nova de Coimbra, no dia 6 de dezembro de 1964.
De 6 de dezembro de 1964 a 19 de fevereiro de 1972 foi o primeiro bispo de Vila Cabral, atual Lichinga, Moçambique. 
De 19 de fevereiro de 1972 a 3 de fevereiro de 1977 foi bispo de Sá da Bandeira, atual Lubango, Angola, acumulando, em 1975, a administração apostólica da recém-criada diocese de Pereira de Eça, atual Ondjiva.
Regressou a Portugal em 13 de abril de 1977, sendo nomeado arcebispo de Braga em 3 de novembro desse ano.
A 10 de junho de 1990 foi agraciado com a Grã-Cruz da Ordem do Infante D. Henrique.
A 5 de junho de 1999 passou a arcebispo emérito quando deixou, por limite de idade, o cargo de arcebispo. Passou a residir no Seminário de Santiago.
Faleceu em Braga em 19 de maio de 2014, após internamento súbito no hospital local.
 

Recebeu o Doutoramento “Honoris Causa” da Universidade do Minho (1990), era Membro da Academia Portuguesa da História (1990) e Grande Oficial da Ordem Equestre do Santo Sepulcro (1990). Foi agraciado com a Grã-Cruz da Ordem do Infante D. Henrique (1990), a Grã-Cruz da Ordem de Nossa Senhora da Conceição de Vila Viçosa e a Grã-Cruz de Mérito da Ordem de Malta (1996).